# Forum Rozwoju Olsztyna
Forum Rozwoju Olsztyna (FRO) – stowarzyszenie powstałe w 2009 roku zrzeszające mieszkańców Olsztyna, którego głównymi celami są propagowanie wizji Olsztyna jako miasta ogrodu oraz budowa społeczeństwa obywatelskiego. Koncepcja rozwoju Olsztyna według FRO zakłada zagospodarowanie przestrzeni w oparciu o miejscowe plany zagospodarowania przestrzennego; zwiększenie roli transportu publicznego; skoncentrowanie się na rozwoju ekonomicznym związanym z sektorem wysokowyspecjalizowanego przemysłu oraz usług, a także zwiększenie udziału mieszkańców w procesie podejmowania decyzji dotyczących miasta.

## Sposób działania
Stowarzyszenie zajmuje się przede wszystkim tworzeniem własnych rozwiązań dotyczących rozwoju Olsztyna, kontrolą bieżących poczynań władz samorządowych oraz promowaniem idei zrównoważonego rozwoju.
Wśród najważniejszych działań Forum Rozwoju Olsztyna można wymienić opracowanie projektu Łynostrady, który wygrał III Edycję Olsztyńskiego Budżetu Obywatelskiego; przygotowanie autorskiej koncepcji przebiegu nowej linii tramwajowej w Olsztynie; doprowadzenie wspólnie z koalicją kilku innych stowarzyszeń do utworzenia Muzeum Nowoczesności w dawnym Tartaku Raphaelsohnów czy udział w charakterze partnera merytorycznego w konsultacjach społecznych dotyczących rewitalizacji Koszar Dragonów w Olsztynie.
Członkowie Forum Rozwoju Olsztyna na bieżąco biorą aktywny udział w konsultacjach społecznych, spotkaniach i konferencjach dotyczących rozwoju Olsztyna oraz informują i komentują decyzje lokalnych władz.

## Projekty i działania

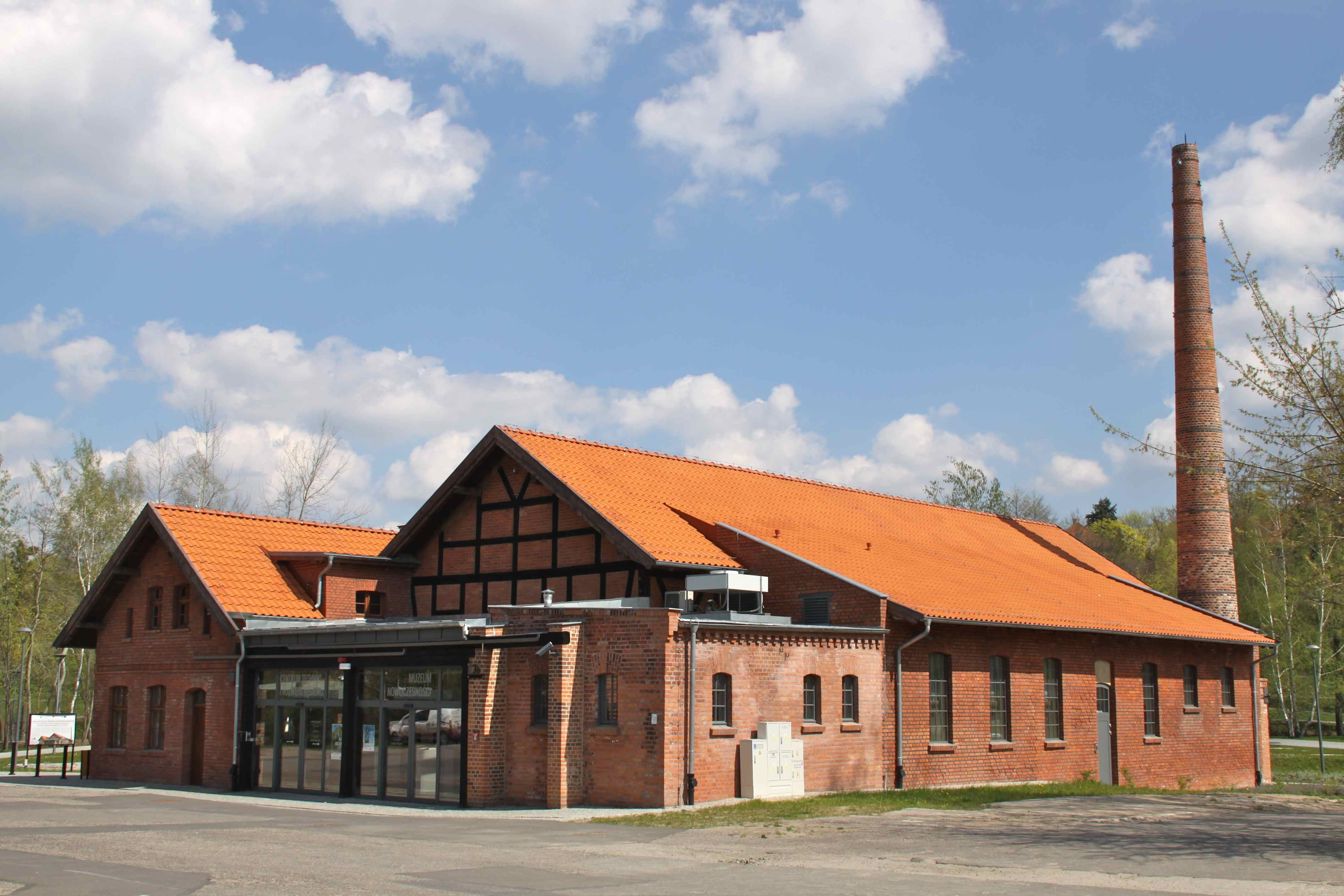
Tartak Raphaelsohnów, obecnie Muzeum Nowoczesności

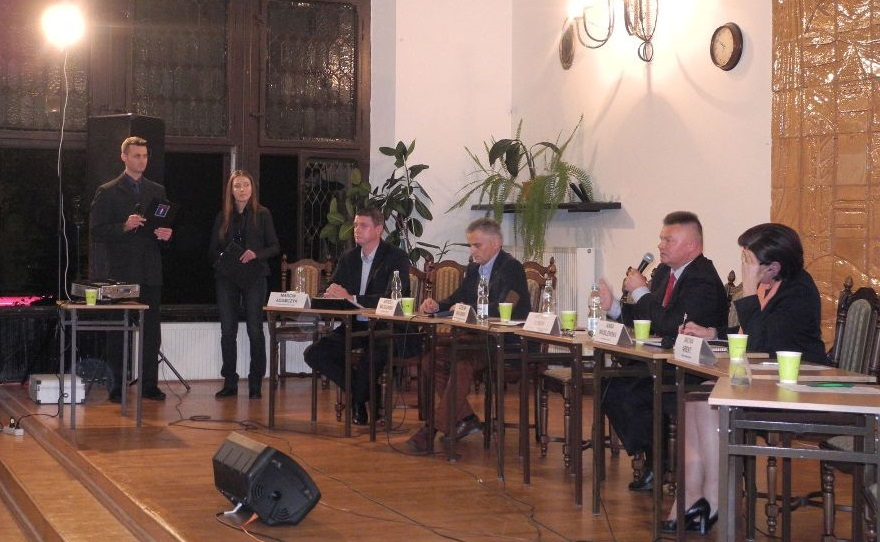
Debata prezydencka (2014), uczestniczyli m.in. Anna Wasilewska, Andrzej Ryński, Andrzej Maciejewski

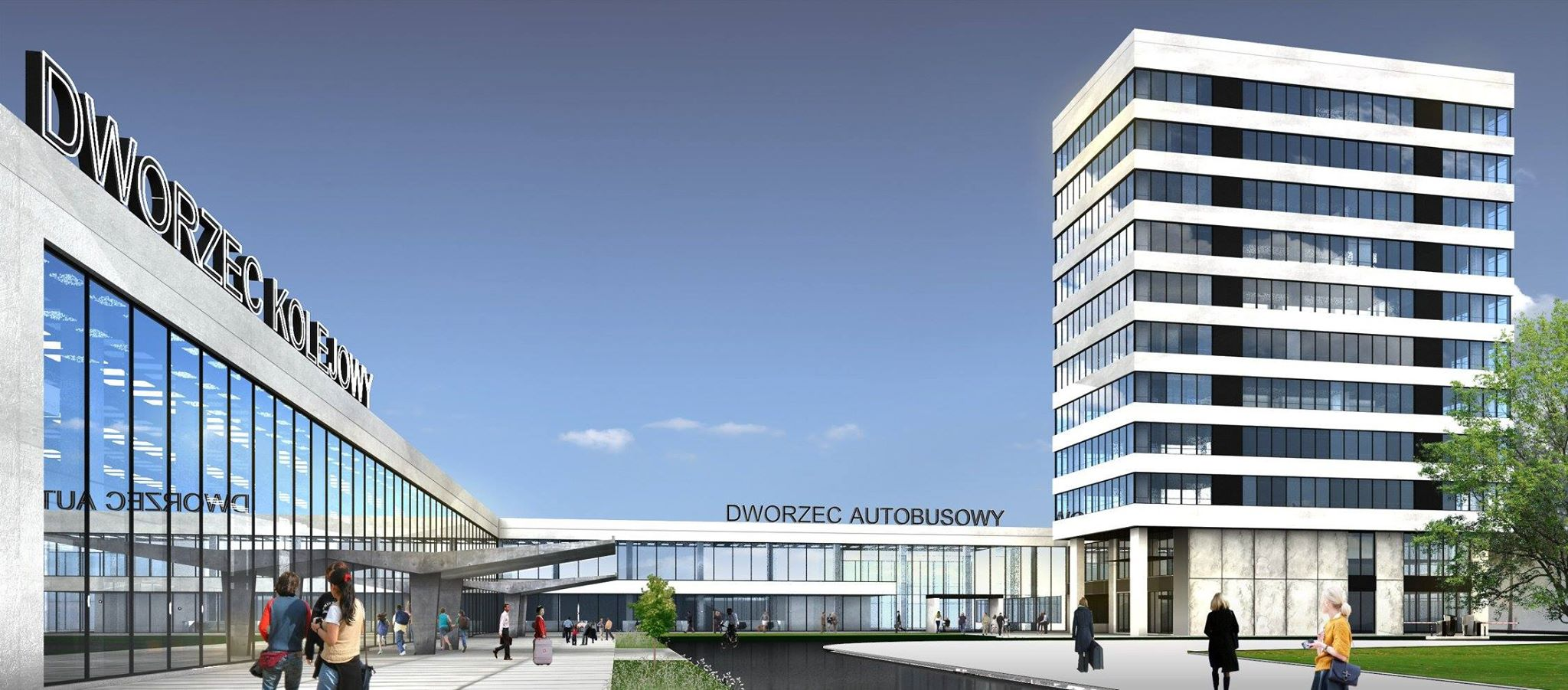
Autorska wizualizacja Dworca Głównego po remoncie

### Dworzec Olsztyn Główny[3]
- Zorganizowanie debaty na temat przyszłości dworca Olsztyn Główny, a także opracowanie własnej koncepcji remontu budynku w 2015 roku[4][5][6].
- Wszczęcie w 2017 roku postępowania administracyjnego o wpis Dworca Olsztyn Główny do rejestru zabytków[7][8][9][10]. Wniosek został złożony wraz z olsztyńskim oddziałem Stowarzyszenia Architektów Polskich oraz warmińsko – mazurskim oddziałem Stowarzyszenia Konserwatorów Zabytków

### Powrót Tramwaju
- opracowanie koncepcji przebiegu trasy tramwajowej[11][12], alternatywnej wobec planów Urzędu Miasta Olsztyna.

### Tartak Raphaesohnów
- Tartak Raphaelsohnów – opracowanie koncepcji zagospodarowania Tartaku Raphaelsohnów, która została nagrodzona w konkursie „Wykluczone” organizowanym przez Stowarzyszenie Edukacji i Postępu STEP oraz Mazowieckie Centrum Sztuki Współczesnej „Elektrownia”. Koncepcja została częściowo wykorzystana w trakcie remontu Tartaku[13][14][15].

### Łynostrada
- Projekt przygotowany przez członków Forum Rozwoju Olsztyna i Stowarzyszenia „Wizja Lokalna” zakładający budowę ciągu pieszo – rowerowego wzdłuż brzegów Łyny. „Łynostrada” została zgłoszona do konkursu w ramach Olsztyńskiego Budżetu Obywatelskiego w 2015 roku i zajęła I miejsce w kategorii projektów ogólnomiejskich[16][17].

### Koszary Dragonów
- Projekt mający na celu przygotowanie koncepcji rewitalizacji Koszar Dragonów. Od stycznia do maja 2015 roku FRO było partnerem we wzorcowych konsultacjach społecznych dotyczących przyszłości koszar organizowanych przez stowarzyszenie Warnija, współfinansowanych przez Fundację im. Stefana Batorego[18][19].

### Pozostałe działania
- Plac Dunikowskiego – opracowanie wraz ze stowarzyszeniem Św. Warmia koncepcji zagospodarowania Placu Dunikowskiego, na którym znajduje się Pomnik Wyzwolenia Ziemi Warmińsko-Mazurskiej.
- Remont Dworca Zachodniego – inicjatywa mająca na celu zmiany w projekcie remontu Dworca Zachodniego w Olsztynie[20][21][22].
- Dukat – przygotowanie wspólnie z olsztyńskim oddziałem Stowarzyszenia Architektów Polskich projektu przebudowy budynku Dukatu[23].
- Deptak 11 Listopada – koncepcja utworzenia deptaku na ulicy 11 Listopada w Olsztynie, w celu przywrócenia tej ulicy pieszym i rowerzystom.
- Kajak miejski – koncepcja utworzenia sieci tras kajakowych na terenie Olsztyna[24].
- „Wybuduj Miasto” – warsztaty urbanistyczne dla dzieci, podczas których dzieci budują miasto z drewnianych klocków[25].
- Żółta barierka – opracowanie mapy pokazującej umiejscowienie barier wygrodzeniowych, które były powszechnie stosowane w całym Olsztynie. Celem publikacji miało być rozpoczęcie dyskusji na temat zasadności stosowania barier na tak dużą skalę[26][27].
- MPZP dla terenu położonego pomiędzy Nagórkami i Jarotami – organizacja protestu przeciwko Miejscowemu Planowi Zagospodarowania Przestrzennego dla terenu pomiędzy Nagórkami i Jarotami uchwalonego w sierpniu 2014 roku. Plan został ostatecznie unieważniony przez Wojewodę Warmińsko Mazurskiego[28][29].
- Wybory samorządowe Olsztyn 2014 – projekt, którego celem było przybliżenie mieszkańcom sylwetek kandydatów na urząd prezydenta miasta w wyborach samorządowych oraz dokonanie różnych podsumowań (organizacja debaty prezydenckiej, podsumowanie wybranych uchwał Rady Miasta kadencji 2010-14, pytania do komitetów wyborczych dotyczących rozwoju Olsztyna, porównanie programów kandydatów, którzy przeszli do drugiej tury wyborów na urząd prezydenta miasta)[30][31].
- Główny Punkt Zasilania – alternatywny projekt elewacji budynku w kontrze do wersji Energi. Ostatecznie Energa zmieniła wygląd elewacji, stylizując ją na podobieństwo projektu FRO[32][33][34].
- Czarno na białym – projekt, którego celem jest propagowanie idei jawności w działaniach administracji publicznej. W jego ramach publikowane są m.in. nagrania audio z posiedzeń Rady Miasta Olsztyna[35][36].